# Feintäschner
Ein Feintäschner oder Portefeuiller ist ein Handwerker, der so genannte Portefeuilles, also Brieftaschen und Aktenmappen aus Leder, Kunststoffen oder Textilien herstellt.
Der Beruf ist heute im deutschen Sprachraum sehr selten geworden. Seit den 1960er und -70er Jahren hat sich die Produktion von Lederwaren zunehmend ins billiger produzierende Ausland verlagert. Zentrum der Lederwarenherstellung war vom 19. Jahrhundert bis in die 1960er Jahre die Region um Offenbach am Main.
Als Portefeuiller wurden (im südhessischen Dialekt: „Portefeller“) auch Handwerker bezeichnet, die Behältnisse (Etuis) zur Aufbewahrung und zur Verkaufspräsentation von Schmuckerzeugnissen herstellten.

## Verwandte Berufe
Verwandte historische Berufe sind Täschner, Beutler, Säckler, Riemer, Sattler und Feinsattler. Während der Feintäschner Kleinlederwaren herstellt, verarbeitet der Sattler beispielsweise schwere Lederwaren zu Gebrauchsgegenständen für die Landwirtschaft und Industrie. 
In der Feintäschnerei und Täschnerei werden Handtaschen, Brieftaschen, Etuis und Schmuckkästchen hergestellt, in der Feinsattlerei Koffer, Ranzen und Aktentaschen. Die Grenzen zwischen den Feinlederwaren herstellenden Berufen sind hinsichtlich der Erzeugnisse fließend, bei der Arbeitsweise gibt es allerdings Unterschiede.